# RETScreen
RETScreen, habituellement écourté en RETScreen, est un progiciel de gestion d'énergies propres, élaboré par le gouvernement du Canada.

## Histoire
La première version de RETScreen a été proposée le 30 avril 1998. RETScreen 4 a été lancé le 11 décembre 2007 à Bali, en Indonésie, par le ministre de l'Environnement du Canada. RETScreen Plus a été lancé en 2011. RETScreen Suite (comprenant entre autres RETScreen 4 et RETScreen Plus) a été lancée en 2012. RETScreen Expert a été lancé le 19 septembre 2016.

### RETScreen Expert
RETScreen Expert est la dernière version du logiciel, et son lancement public a eu lieu le 19 septembre 2016. Le logiciel permet une reconnaissance, une évaluation et une optimisation complète de la viabilité financière et technique de projets potentiels d'énergie renouvelable, d'efficacité énergétique et de cogénération. Le logiciel permet aussi de mesurer et de vérifier les performances réelles d'installations et de repérer les possibilités de production et d'économie d'énergie. Le Mode visionnement de RETScreen Expert est offert gratuitement et il donne accès à toutes les fonctionnalités du logiciel. Cependant, à différence d'anciennes versions du logiciel, le Mode professionnel (qui permet aux utilisateurs de sauvegarder, imprimer, etc.) est maintenant offert en Mode professionnel.
RETScreen Suite, comprenant RETScreen 4 et RETScreen Plus, est la version précédente du logiciel RETScreen. RETScreen Suite comprend des fonctions de cogénération et d'analyse hors réseau.
Contrairement à RETScreen Suite, RETScreen Expert est une seule application logicielle. Le logiciel évalue les projets grâce à des archétypes complets et détaillés. Il comporte aussi une fonction d'analyse des portefeuilles. RETScreen Expert comprend plusieurs bases de données, y compris une base de données globale des conditions climatiques provenant de 6 700 stations au sol et de données satellites de la NASA, une base de données de références, une base de données de projets, une base de données hydrologiques et une base de données de produits. Le logiciel comprend également des trousses d'outils en matière de politiques et de droit liés à l'énergie propre, ainsi que du matériel de formation multimédia traduit dans plusieurs langues, dont un manuel électronique.
RETScreen Expert était présenté lors du Clean Energy Ministerial, organisé à San Francisco en 2016. Le Secrétariat du Conseil du trésor du gouvernement du Canada utilise RETScreen Expert comme outil de déclaration de gaz à effets de serres pour tous les ministères et organismes fédéraux tenus de déclarer leurs émissions.

## Partenaires
RETScreen International est administré et financé par le centre de recherche CanmetÉNERGIE, à Varennes, de Ressources naturelles Canada (un ministère du gouvernement du Canada). L’équipe principale collabore avec d’autres gouvernements et organismes multilatéraux et un réseau d'experts de l'industrie, du gouvernement et du milieu universitaire. Les principaux partenaires comprennent le Centre de recherche Langley de la NASA, le Renewable Energy and Energy Efficiency Partnership (REEEP), la Independent Electricity System Operator (IESO) de l'Ontario, la Division Technologie, Industrie et Économie du Programme des Nations unies pour l'environnement (PNUE), le Fonds pour l'environnement mondial (FEM), le Fonds prototype pour le carbone de la Banque mondiale et l'Initiative sur l'énergie viable de l'Université York.

## Exemples d'utilisation
En date de mars 2021, le logiciel RETScreen a été téléchargé par plus de 715 000 utilisateurs dans chaque pays et territoire.
Une étude d'impact indépendante estimait, qu'en 2013, l'utilisation du logiciel RETScreen avait entraîné, à l'échelle mondiale, des économies de plus de huit milliards de dollars au chapitre des coûts de transaction pour les utilisateurs, des réductions de 20 Mt par année d'émissions de gaz à effet de serre et l'installation d'au moins 24 GW de capacité en matière d'énergie propre.
RETScreen est utilisé pour la mise en œuvre de projets d'énergie propre. Par exemple, RETScreen a été utilisé :
- dans le cadre d'une évaluation pluriannuelle de rendement photovoltaïque à Toronto (Canada)[12],[13] ;
- pour analyser le chauffage solaire de l'air des installations de l’Air Force des États-Unis[14].

RETScreen est utilisé comme outil d'enseignement et de recherche par plus de 1 400 universités et collèges.
L'utilisation de RETScreen est exigée ou recommandée par les programmes d'incitatifs liés aux énergies propres de nombreux gouvernements et organisations internationales, y compris par la Convention-cadre des Nations Unies sur les changements climatiques (CCNUCC), l’Union européenne (UE) ; le Canada, la Nouvelle-Zélande, le Royaume-Uni, dans plusieurs États des États-Unis, dans des provinces, villes et municipalités canadiennes, et dans les services publics. Des ateliers nationaux et régionaux portant sur RETScreen ont été organisés à la demande officielle du gouvernement du Chili, de l'Arabie saoudite, de quinze pays de l'Afrique centrale et de l'Ouest et de la Latin American Energy Organization (OLADE).

## Prix et reconnaissance
En 2010, RETScreen International a reçu le Prix d'excellence de la fonction publique, la plus haute distinction décernée par le gouvernement canadien aux employés de la fonction publique.
RETScreen et l'équipe de RETScreen ont reçu plusieurs autres prix, y compris le Prix de l’énergie renouvelable dans le monde (Euromoney et Ernst & Young), l'Energy Globe (prix national pour le Canada) ainsi que la médaille des Prix de distinction de GTEC (Government Technology Exhibition and Conference).

## Critiques
Dans sa critique, l’Agence internationale de l'énergie a qualifié la version bêta de la partie du logiciel portant sur l'hydroélectricité de « très impressionnante ». L'Agence européenne pour l'environnement est d'avis que RETScreen est un « outil extrêmement utile ».